# شوکت سارانی
شوکت سارانی یا شیله باد روستایی در دهستان ادیمی بخش مرکزی شهرستان نیمروز استان سیستان و بلوچستان ایران است. بر پایه سرشماری عمومی نفوس و مسکن در سال ۱۳۹۰ جمعیت این روستا ۱۰۹ نفر (در ۳۰ خانوار) بوده است.